# Studio 89
Studio 89 war eine vor allem Disco-Medleys bietende Musiksendung des RIAS, die vom 17. Februar 1979 bis zum 28. September 1985 jeweils sonnabends von 23.35 bis 1.30 Uhr im Hörfunk ausgestrahlt wurde.
Die Sendung trug den Untertitel: „Die RIAS Dance Show“. Die in die Zeit passenden neuen, teils aus dem Computer stammenden Soundeffekte wurden passend eingearbeitet, was Studio 89 teilweise mit den New Yorker Discoradios gleichziehen ließ. Dabei wurden in jeder Sendung zwei 55-minütige Dancemixe gesendet, teilweise wurden auch Mitschnitte der Discoradios in New York (im speziellen WRKS KISS) eingebunden.
Die Sendung fand ihr Ende durch die Programmreform von RIAS Berlin auf die neu entstehende rias2-Jugendwelle, wurde in ihrem Konzept vom Macher Barry Graves jedoch auf anderen Sendern als „Studio 92“ (SFB) bzw. „Alex im Wunderland“ (B1) weitergeführt.